# Парр, Уильям, маркиз Нортгемптон
Уильям Парр (англ. William Parr; 14 августа 1513, предположительно Лондон, Королевство Англия — 28 октября 1571, Уорик, Уорикшир, Королевство Англия) — английский аристократ, 1-й барон Парр из Кендала с 1539, 1-й граф Эссекс с 1543, 1-й маркиз Нортгемптон с 1547 года, кавалер ордена Подвязки. Был братом шестой жены короля Генриха VIII Екатерины Парр, пользовался большим влиянием при дворе Генриха и его сына Эдуарда VI, считался неформальным главой протестантской «партии». Поддержал Джейн Грей, при королеве Марии был в опале, но восстановил своё положение при Елизавете. Состоял в трёх браках, но потомства не оставил.

## Биография
Уильям Парр принадлежал к старинному рыцарскому роду из Ланкашира, известному с XIV века. Парры сосредоточили в своих руках значительные владения в Уэстморленде (в том числе часть баронии Кендал) и в XV веке играли важную политическую роль в этом графстве. Сэр Уильям Парр (1434—1483) сражался в Войнах Алой и Белой розы на стороне Йорков, был верховным шерифом Камберленда и кавалером ордена Подвязки. Его сын Томас стал близким другом короля Генриха VIII и унаследовал в 1513 году часть владений баронов Фицхью — его предков по материнской линии. По-видимому, Томас претендовал и на баронский титул, но натолкнулся на противодействие сонаследников, Файнсов.
Уильям стал третьим ребёнком и единственным выжившим сыном Томаса Парра и его жены Мод Грин. Он родился 14 августа 1513 года, и произошло это, по-видимому, в Лондоне. В возрасте четырёх лет ребёнок потерял отца (в связи с этим историки констатируют, что Парры не успели извлечь выгоду из близости Томаса к Генриху VIII) и остался на попечении матери. Юный Уильям жил в поместье Рай-хаус в Хартфордшире, а в 1525 году, в возрасте одиннадцати лет, оказался при дворе королевского бастарда Генри Фицроя, герцога Ричмонда и Сомерсета, в Шериф Хаттоне в Йоркшире.
В 1527 году леди Парр женила сына на Анне Буршье — наследнице Генри Буршье, 2-го графа Эссекса. Известно, что она залезла в долги, чтобы заплатить за необходимое в таких случаях королевское разрешение. 20 июня 1535 года Уильям официально принял отцовское наследство, в конце 1538 года он был посвящён в рыцари, а 9 марта 1539 года получил титул барона Парра из Кендала. У Анны не было братьев и сестёр, так что сэр Уильям рассчитывал получить после смерти тестя его обширные владения в Восточной Англии и титул графа Эссекса. Однако, когда Буршье умер (3 марта 1540), графом стал канцлер Томас Кромвель, а годом позже Анна сбежала с любовником-простолюдином. Парр оказался в сложном положении: у него не было наследников, через которых можно было бы надёжно контролировать земли Буршье, и не было возможности вступить в новый брак, так как прошение о разводе было отклонено. Анна родила ребенка от любовника, но сэр Уильям добился от парламента специального законопроекта, запрещавшего детям баронессы наследовать какую-либо собственность.
В апреле 1543 года сэр Уильям стал кавалером ордена Подвязки и лордом-хранителем западных марок на шотландской границе. Спустя три месяца его сестра Екатерина стала шестой женой Генриха VIII, и это немедленно отразилось на судьбе барона. К середине октября Парр вернулся в Лондон, 23 декабря того же года получил титул графа Эссекса (Кромвеля уже не было в живых), примерно в то же время был назначен капитаном королевской гвардии, а в мае 1545 года стал членом Тайного совета. В 1544 году сэр Уильям участвовал во французской кампании.
В силу своей приверженности Реформации Парр стал союзником Эдуарда Сеймура, графа Хартфорда, и Джона Дадли, барона Лайла. После смерти Генриха VIII сэр Уильям помог Сеймуру стать регентом при малолетнем Эдуарде VI, а тот в благодарность сделал его маркизом Нортгемптоном (16 февраля 1547). В апреле того же года Парр подал новое прошение о разводе, но не дождался решения и в конце лета тайно женился на Элизабет Брук. Позже специальная комиссия решила расторгнуть брак; однако Сеймур, узнав о второй женитьбе маркиза, исключил его из Тайного совета (28 января 1548) и приказал расстаться с женой. На время сэр Уильям оказался исключён из политической жизни. Возможно, именно это спасло его позже, когда Сеймур добился ареста и бессудной казни своего брата Томаса, мужа сестры Парра.
В июле 1549 года Парр был назначен лордом-лейтенантом Кембриджшира, Бедфордшира, Хантингдоншира, Нортгемптоншира и Норфолка. Он выступил против повстанцев Роберта Кета, но потерпел поражение и вскоре был лишён командования. В феврале 1550 года Парр получил должность великого камергера, в июне 1551 возглавил посольство во Францию, где вручил Генриху II орден Подвязки и провёл переговоры о браке Эдуарда VI с французской принцессой. После казни Эдуарда Сеймура влияние Парра выросло. Маркиз подписал акт Тайного совета о признании наследницей престола Джейн Грей наследницей престола, после воцарения Марии в 1553 году оказался в Тауэре и был приговорён к смертной казни за измену. 31 декабря его выпустили на свободу, 13 января 1554 года помиловали, но уже 26 января арестовали снова по подозрению в причастности к восстанию Уайатта. 24 марта 1554 г. Парр снова вышел на свободу. Его восстановили в правах, но титулы не вернули, так что до 1558 года он именовался просто сэр Уильям Парр.
Когда королевой стала Елизавета I, Парр вернулся в Тайный совет (1558), снова получил титул маркиза Нортгемптона (13 января 1559), стал кавалером ордена Подвязки (24 апреля 1559). Он умер 28 октября 1571 года в Уорике.

## Личность
Уильям Парр был светловолосым и голубоглазым, считался красивым, элегантным и обаятельным мужчиной. Он отличался большой образованностью и интересом к наукам; на деньги маркиза была основана гимназия в городе Гилфорд, Кембриджский университет 1 марта 1571 года присвоил ему учёную степень магистра. Сэр Уильям страстно увлекался охотой и музыкой. В 1562 году он стал соавтором книги об охоте на зайцев. Историки отмечают, что маркиз достиг политических высот благодаря свойству с королём и могущественным союзникам (в первую очередь Джону Дадли), а не своим способностям.
Парр был женат трижды. После разрыва с Анной Буршье (и, возможно, до формального развода) он женился на Элизабет Брук, дочери Джорджа Брука, 9-го барона Кобема, и Анны Брей. В 1552 году маркиз добился специального парламентского акта, признававшего этот брак законным. Овдовев в 1565 году, он женился на Хелене фон Снакенборг (немке или шведке). Детей маркиз не оставил, так что его титулы после его смерти вернулись короне, а имущество перешло к племяннику Генри Герберту, 2-му графу Пембруку.